# 油房沟站
油房沟站是位于陕西省宝鸡市凤县瓦房坝乡油房嘴的一个铁路车站，邮政编码721703。车站建于1954年，有宝成铁路经过该站，现仅办货运业务，不办理客运业务，车站及其上下行区间均已电气化。车站距离宝鸡站79公里，隶属西安铁路局，是四等站。